# Campeones Cup
A Campeones Cup é uma partida anual internacional de futebol contestada entre a equipe campeã da MLS Cup da Major League Soccer e a equipe campeã do Campeón de Campeones da Liga MX. A competição foi estabelecida pelas duas ligas em 2018.

## Formato

Representação do troféu da competição.

A competição é disputada pelo vencedor da MLS Cup, realizada anualmente em novembro, para decidir o vencedor da temporada da Major League Soccer, e a Campeón de Campeones, realizada anualmente em julho entre os vencedores dos torneios Apertura e Clausura da Liga MX. A competição é sediada pela equipe da Major League Soccer (nos EUA ou no Canadá). Seu formato é semelhante à J.League YBC Levain Cup/CONMEBOL Sudamericana, que sempre é sediada pelo time japonês.
A competição foi anunciada em 13 de março de 2018, como parte de uma parceria entre as ligas, que também organizariam um futuro torneio da MLS All-Star Game com uma equipe all-star da Liga MX. As duas ligas já haviam colocado times na antiga SuperLiga, que durou de 2007 a 2010. As equipes do México e da MLS também se enfrentam anualmente na Liga dos Campeões da CONCACAF. Um dos principais motivos para a concretização da parceria foi a candidatura em conjunto da América do Norte para sediar a Copa do Mundo FIFA de 2026, além do desejo de elevar o nível do futebol na CONCACAF. A edição inaugural foi organizada pelo Toronto FC no BMO Field de Toronto, em 19 de setembro de 2018. Os anfitriões acabaram sendo derrotados pelo Tigres UANL, por 3x1. Na edição seguinte, o campeão da vez foi um clube estadunidense, o Atlanta United, que venceu o Club América por um placar de 3x2.
A edição de 2020, que teria como anfitrião o Seattle Sounders, foi cancelada devido à pandemia de COVID-19. A MLS e a Liga MX anunciaram que a competição voltaria em 2021. O retorno da Campeones Cup, no dia 29 de setembro de 2021, marcou a vitória do Columbus Crew sobre o Cruz Azul pelo placar de 2x0.

## Resultados
Em negrito, o vencedor da partida.
| Ano  | Clube da MLS     | Placar      | Clube da Liga MX | Localização                             | Público |
| ---- | ---------------- | ----------- | ---------------- | --------------------------------------- | ------- |
| 2018 | Toronto FC       | 1–3         | Tigres UANL      | BMO Field, Toronto, Ontário             | 14.823  |
| 2019 | Atlanta United   | 3–2         | Club América     | Estádio Mercedes-Benz, Atlanta, Geórgia | 40.128  |
| 2020 | Seattle Sounders | [ nota 1 ]  | –                | CenturyLink Field, Seattle, Washington  | –       |
| 2021 | Columbus Crew    | 2–0         | Cruz Azul        | Lower.com Field, Columbus, Ohio         | 18.026  |
| 2022 | New York City FC | 2–0         | Atlas            | Yankee Stadium, Bronx, Nova Iorque      | 24.823  |
| 2023 | Los Angeles FC   | 0–0 (2–4 p) | Tigres UANL      | BMO Stadium, Los Angeles, Califórnia    | 20.605  |
| 2024 | Columbus Crew    | 1–1 (4–5 p) | Club América     | Lower.com Field, Columbus, Ohio         |         |

## Performances

### Por clube
| Clube            | Títulos | Vices | Anos campeão | Anos vice-campeão |
| ---------------- | ------- | ----- | ------------ | ----------------- |
| Tigres UANL      | 2       | 0     | 2018, 2023   | —                 |
| Columbus Crew    | 1       | 1     | 2021         | 2024              |
| Club América     | 1       | 1     | 2024         | 2019              |
| Atlanta United   | 1       | 0     | 2019         | —                 |
| New York City FC | 1       | 0     | 2022         | —                 |
| Toronto FC       | 0       | 1     | —            | 2018              |
| Cruz Azul        | 0       | 1     | —            | 2021              |
| Atlas            | 0       | 1     | —            | 2022              |
| Los Angeles FC   | 0       | 1     | —            | 2023              |

### Por país
| País           | Títulos | Vices | Clubes vencedores                               |
| -------------- | ------- | ----- | ----------------------------------------------- |
| México         | 3       | 3     | Tigres UANL (2), Club América                   |
| Estados Unidos | 3       | 2     | Atlanta United, Columbus Crew, New York City FC |
| Canadá         | 0       | 1     | —                                               |